# Кряца
Кряца (рум. Creața) — село у повіті Ілфов в Румунії. Входить до складу комуни Даскелу.
Село розташоване на відстані 22 км на північний схід від Бухареста, 128 км на південний схід від Брашова.

## Населення
За даними перепису населення 2002 року у селі проживали 174 особи, з них 173 особи (99,4%) румунів. Рідною мовою 173 особи (99,4%) назвали румунську.